# Либін Дмитро Віталійович
Дмитро́ Віта́лійович Либін (біл. Дзмітры Лыбін, 27 червня 1963, Мінськ) — білоруський композитор і шахіст.
Навчався як музикознавець у Музичному училищі імені Гнесіних у Москві, який закінчив у 1986 р. з відзнакою (клас І. Рижкіна), а також як композитор у Білоруський державній академії музики у Мінську в класі Д. Смольського (закінчив 1994 р.). Окрім того, стажувався Петербурзькій консерваторії та Варшавській музичній академії. Був стипендіатом програм «Ernst von Siemens» та «Gaude Polonia».
Один із засновників Білоруського товариства сучасної музики (1990), його секретар з 1991 по 2001 та голова з 2001 по 2006 р. Секретар правління Білоруської спілки композиторів з 2007 по 2010 р.